# Elecciones legislativas de Transnistria de 2020
Las elecciones parlamentarias de Transnistria de 2020 se celebraron el 29 de noviembre de 2020 para elegir a los miembros del Consejo Supremo.

## Sistema electoral
El Consejo Supremo es un parlamento unicameral compuesto por 43 miembros elegidos en distritos electorales bajo el escrutinio mayoritario uninominal.

## Campaña
Los candidatos de Renovación se presentaron sin oposición en 22 de los 33 distritos electorales.

## Resultados
La participación general fue del 27,79%, y el distrito de Camenca informó la participación más alta del 40,86%.
Renovación ganó 29 de los 33 escaños en el Consejo Supremo, manteniendo su condición de gobierno mayoritario. También fueron elegidos cuatro políticos independientes, todos los cuales se dice que son cercanos a la empresa Sheriff.
23.493 personas votaron "en contra de todos" (20,6%).
|  | 100 % |

|  | 28.06 % |